# Джюрасек, Кристиян
Кристиян Джюрасек (хорв. Kristijan Đurasek, род. 26 июля 1987 в Вараждине, Югославия) — хорватский профессиональный шоссейный велогонщик. Чемпион Хорватии в групповой и индивидуальной гонке на время 2011 года. Участник летних Олимпийских игр 2012 года.

## Победы
| 2007 - Чемпионат Хорватии, индивидуальная гонка на время — 2-е место 2008 - Чемпионат Хорватии, групповая гонка — 3-е место 2011 - Чемпионат Хорватии - чемпион в групповой гонке - чемпион в индивидуальной гонке на время - Гран-при Фолиньяно - Трофей Бастианелли | 2012 - Чемпионат Хорватии - групповая гонка — 2-е место - индивидуальная гонка на время — 2-е место 2013 - Тре Валли Варезине 2015 - Тур Турции — генеральная классификация - Тур Швейцарии — этап 2 2017 - Тур Хорватии - этап 2 |

## Статистика выступлений наГранд Турах
| Гранд Тур | 2013 | 2014 | 2015 | 2016 | 2017 |
| --------- | ---- | ---- | ---- | ---- | ---- |
| Джиро     | 68   | -    | -    | -    | -    |
| Тур       | -    | 46   | 76   | 51   | 50   |
| Вуэльта   | -    | -    | 63   | 67   | -    |